# Икарус 252
Икарус 252 "Први мај" је југословенски, једномоторни једниокрилни нискокрилац дрвене конструкције са неувлачећим стајним трапом чији је прототип у фабрици Икарус завршен 1946. године. Намењен је почетној обуци и тренажи спортских пилота и туристичким летовима.

## Пројектовање и развој
На конкурс одмах после рата 23. фебруара 1946. године, кога је расписала Команда ваздухопловства да развије нове домаће авионе за потребе Аеро клубова у истој класи су се појавила два конкурента. Један авион кога су пројектовали инж. Борис Цијан и инж. Ђорђе Петковић (Брале) и други кога су пројектовали инж. Бранко Богојевић и инж. Слободан Зотовић. Оба прототипа су изграђена у фабрици ИКАРУС у Земуну. Први авион је добио званични назив Икарус 251, а други Икарус 252. Оба прототипа су полетела први пут 1946. године. Након успешно завршених фабричких тестирања авиони су предати ВОЦ на оцену државној комисију. Након спроведеног детаљног испитивања прототипова, Комисија је закључила да је авион Икарус 251 погоднији за коришћење у Аеро клубовима, на основу чега је дато одобрење за његову серијску производњу. Овај авион је произведен серијски у фабрици Утва из Панчева у количини од 80 примерака а међу нашим ваздухопловцима био је познат као "Тројка".
Авион Икарус 252 је израђен у једном примерку као прототип, добио је назив "Први мај". Коришћен је у ВОЦ-у до 1948. године а онда предат Ваздухопловном савезу Југославије где је коришћен за намену за коју је и пројектован - обука и тренажа спортских пилота. Овај авион није прихваћен за серијску производњу и поред својих добрих летних карактеристика највише због облоге трупа и крила од дрвене лепенке јер је то захтевало смештај таквих авиона у хангаре, а с обзиром да су наши послератни аеродроми оскудевали у хангарима век трајања ових авиона би био веома кратак.

### Технички опис
Авион Икарус 252 "Први мај" је једномоторни, двосед нискокрилац дрвене конструкције са фиксним стајним трапом, намењен је за основну обуку и тренажу спортских пилота.
Попречни пресек трупа авиона је био овалног облика. Носећа структура трупа авиона Икарус 252 је била дрвена. Носач мотора је била челична конструкција. Капотажа мотора и носач су били обложени алуминијумским лимом, на предњој старни капотаже се налазио отвор кроз који је улазио хладан ваздух за хлађење мотора а загрејани ваздух из моторног простора је излазио кроз "шкрге" које су се налазиле на бочним странама капотаже. Остатак трупа је пресвучен импрегнираним платном. У трупу авиона се налазила пространа кабина у коју су пилот и инструктор седели један поред другог. Авион је имао дупле команде. Кабина је била покривене поклопцем од плексигласа који се отварао повлачењем уназад (такозвани шибер поклопац).
Авион је био опремљен ваздухом хлађеним линијским четвороцилиндричним мотором са висећим цилиндрима (цилиндри су окренути надоле), Walter Mikron II снаге од 44 kW. На вратило мотора је била причвршћена двокрака дрвена вучна елиса непроменљивог корака. Пошто су код ових мотора цилиндри били окренути надоле (висећи), нису заклањали поглед пилоту. Издувне цеви из цилиндара мотора су изведене кроз капотажу мотора на трбух авиона тако да издувни гасови и бука нису сметали посади у кабини.
Крила су била дрвене конструкције, конзолна и самоносећа са две рамењаче, трапезастог облика са благо заобљеним крајевима, обложена импрегнираним платном. Оса крила је била управна на осу авиона. Покретни делови крила су имали конструкцију направљену од дрвета а облогу од импрегнираног платна и били су причвршћени за другу рамењачу.
Конструкције репних крила и вертикални стабилизатор као и кормило правца и висине су били направљени као и крило, дрвене конструкције, обложени импрегнираним платном.
Стајни трап овог авиона је био класичан фиксан са точковима на којима су се налазиле нископритисне гуме. Амотризација се обављала помоћу опруга које су се налазиле у носећим стубовима стајног трапа. Предње ноге стајног трапа су биле причвршћене завртњима за предњу рамењачу крила авиона. На репу авиона се налазио клавирски гумени точак који се у току лета није увлачио у труп авиона.

## Оперативно коришћење
Направљен је само један прототип који је 1948. године након тестирања и коришћења у ВОЦ-у, предат Ваздухопловном савезу Југославије (ВСЈ). У ВСЈ авион се користио у Аеро клубовима за обуку и тренажу спортских пилота што му је била и основна намена. Пошто је био један међу првим домаћим авионима после Другог светског рата коришћен је и у пропагандне сврхе (на аеромитинзима, парадама и изложбама).

## Земље које су користиле овај авион
| - Југославија-ФНРЈ/СФРЈ |